# Midalidare Rock In The Wine Valley
Midalidare Rock In The Wine Valley, по-известен като Midalidare Rock, е международен рок фестивал, който се провежда ежегодно в село Могилово, община Чирпан, на територията на Midalidare Estate – бутикова винарна, разположена сред хълмовете и лозята на Средна гора. Съчетавайки музика, вино и природа, фестивалът се отличава със своята уникална локация и семейна атмосфера.

## История и зараждане
Идеята за фестивала се заражда през 2016 г. като продължение на културните инициативи в района – веднага след успешното провеждане на International 3D Street Painting Festival в Могилово. Организаторите виждат потенциал за развитие на винения туризъм чрез музикално събитие и избират именно рок и метъл сцената като изразител на духа на общността и екипа на винарната.
Първото издание на Midalidare Rock се състои през юни 2017 г. с хедлайнер Dee Snider, който в последния момент заменя W.A.S.P. поради здравословен проблем на техния фронтмен. През следващите години фестивалът се утвърждава като водещо събитие за феновете на класическия и съвременен рок и метъл в България и региона.
Фестивалът претърпява две отлагания – през 2020 и 2021 г., заради пандемията от COVID-19. През 2022 г. се завръща с четиридневна програма и силна международна селекция, като организаторите добавят „подаръчен“ четвърти ден за феновете, които са запазили билетите си.

## Издания

### 🔥2017 – Началото
Първото издание на Midalidare Rock се провежда на 9, 10 и 11 юни 2017 г. и бележи старта на една нова традиция. Хедлайнерът Dee Snider (Twisted Sister) се включва в последния момент, замествайки W.A.S.P., които отменят участието си поради заболяване на вокалиста Блеки Лоулес. Въпреки логистичните предизвикателства, фестивалът събира близо 7 000 души и показва потенциала си като бутиков, но мощен рок празник.
Основна сцена:
- 9 юни: Battle of the Bands, Hammerhead (Metallica tribute)
- 10 юни: Gotthard, Doro, Scarlet Aura
- 11 юни: Dee Snider, Dirkschneider, Конкурент, Sevi

### 🎸2022 – Голямото завръщане
На 14 – 17 юли 2022 г. Midalidare Rock се завръща с гръм и трясък след отменените две издания поради Covid-19. Програмата е четиридневна – допълнителният ден е жест от организаторите към феновете, запазили билетите си. Sabaton са първоначалният хедлайнер на допълнителния ден, но след 2 години отлагане поради световната пандемия, канселират участието си. Whitesnake са добавени в афиша скоро след това, но оттеглят цялото си европейско турне две седмици преди събитието. В рекордно кратък срок организаторите успяват да ги заменят със симфо-метъл титаните Avantasia, които биват докарани в Могилово с частен самолет, изпратен до Стокхолм.
Основна сцена:
- 14 юли: Avantasia, Firewind, Caliberty
- 15 юли: Running Wild, Alestorm, Ross the Boss, Scanner, Broken Ravens
- 16 юли: Within Temptation, Beyond the Black, Shakra, Project Renegade
- 17 юли: Judas Priest, The Dead Daisies, Ugly Kid Joe, Freedom Call, Silent Winter

After Party: Конкурент, RockStage, S.E.E, Иво Руев Бенд 69

### 🌄2023 – July Morning
Фестивалът 30 юни – 2 юли 2023 г. съвпада с Джулай Морнинг, което вдъхновява създаването на трета специална сцена, разположена на хълма над избата за пенливи вина. За първи път фестивалът посреща юлския изгрев с изпълнение на Стефан Вълдобрев и Обичайните заподозрени. Поради два инцидента на основния път и рекорден интерес от феновете, се образува 14-километрова автомобилна колона, което налага допълнително организиране на пътната обстановка в последващите дни.
Основна сцена:
- 30 юни: Scorpions, Dynazty, Iron Savior, Plamen Bonev De La Bona
- 1 юли: Europe, Blind Guardian, Lacuna Coil, Black Sonic Pearls
- 2 юли: Helloween, Epica, Battle Beast, Fortress Under Siege

July Morning Stage: Стефан Вълдобрев и Обичайните заподозрени
After Party: Downtown, RockStage, Secondary, Иво Руев Band 69, Lampa

### 🚦2024 – Шоуто завладява и нощта
На 12, 13 и 14 юли 2024 г. фестивалът достига нови висоти. Въвежда се late night шоу на основната сцена, като Steel Panther изнасят своя провокативен рок спектакъл след края на редовната програма. Като по традиция обаче, партито продължава и след това на after party сцената, на която забиват 5 български банди.
Основна сцена:
- 12 юли: Accept, Saxon, HammerFall, Delain
- 13 юли: Mr. Big, Axel Rudi Pell, Stratovarius, Primal Fear, Rhapsody of Fire, Jelusick – Late Night Show: Steel Panther
- 14 юли: Deep Purple, Beast in Black, The O’Reillys and the Paddyhats, The Silent Wedding, Soundtruck

After Party: Конкурент, Монолит, Reveries, Lampa, Кота 0
⚠️ По време на фестивала е обявен и първият хедлайнер за 2025 г.: MANOWAR.

### 🛡2025 – Steel Going Strong
На 11, 12 и 13 юли 2025 г. фестивалът предлага три епични вечери, белязани от най-голямото шоу на Manowar в България досега – с фойерверки, мощен звук и изпълнение на българския химн. W.A.S.P. се завръщат пред родната публика след години отсъствие с пълна продукция, а Alice Cooper превръща финалната вечер в забележителен рок театър с костюми, сценични ефекти и гилотина на сцената. Изданието поставя няколко рекорда – физически и дигитални – за най-голяма посещаемост (над 50 000 души) и най-много достигнати хора в социалните мрежи (над 1,5 млн.).
Основна сцена:
- 11 юли: Manowar, Orden Ogan, Brainstorm, Tungsten
- 12 юли: W.A.S.P., Michael Schenker, H.E.A.T., Elvenking, Triumpher
- 13 юли: Alice Cooper, Doro, Floor Jansen, Kissin’ Dynamite, Twilight Force

After Party: Милена, Drifting Justice, I.R.B.69, Coven 5
Източници:
1. ↑  Midalidare Rock - официален уебсайт //   Посетен на 2025-07-20.
2. ↑  Мидалидаре Рок //   Midalidare Estate. Посетен на 2025-07-22.
3. ↑  Dee Snider идва с хитовете на TWISTED SISTER на "Midalidare", W.A.S.P. отпадат //   We Rock, 2017-05-29. Посетен на 2025-07-22.
4. ↑  Midalidare Rock In The Wine Valley се отлага за 2022 година //   OFF NEWS, 2021-05-18. Посетен на 2025-07-22.
5. ↑  над 7000 души на фестивала 'МИДАЛИДАРЕ' //   Радио Тангра Мега Рок, 2017-06-12. Посетен на 2025-07-25.
6. ↑  Вижте програмата по дни и часове на фестивала "Midalidare" //   We Rock, 2017-06-09. Посетен на 2025-07-25.
7. ↑  REYAV. SABATON – подаръкът на Midalidare rock in the wine valley //   Metal Hangar 18, 2020-07-17. Посетен на 2025-07-25.
8. ↑  Георгиева, Красимира. "Whitesnake" няма да свирят в България, отменят турнето си //   Avtora, 2022-07-2. Посетен на 2025-07-25.
9. ↑  Avantasia на "Midalidare Rock In The Wine Valley" с шоу от над два часа //   bTV, 2022-07-08. Посетен на 2025-07-25.
10. ↑  Вижте финалния график на фестивала "Midalidare 2022" //   We Rock, 2022-07-08. Посетен на 2025-07-25.
11. ↑  Стефан Вълдобрев и ОБИЧАЙНИТЕ ЗАПОДОЗРЕНИ посрещат July Morning на "Midalidare Rock" //   We Rock, 2023-04-03. Посетен на 2025-08-05.
12. ↑  Whiplash, Florimel. Традицията е жива - ден първи на фестивала "Midalidare Rock 2023" //   We Rock, 2023-07-01. Посетен на 2025-08-05.
13. ↑  Дудева, Павлина. Световноизвестни рок групи идват на фестивала „Midalidare Rock In The Wine Valley“ 2023 край Чирпан //   БТА, 2023-06-22. Посетен на 2025-08-05.
14. ↑  Mr.Big, Axel Rudi Pell, Steel Panther, Stratovarius, Primal Fear, Rhapsody Of Fire и Jelusick в афиша на Midalidare //   My Sound, 2024-02-24. Посетен на 2025-08-06.
15. ↑  orleff. Фестивален гид 2024: Midalidare Rock In The Wine Valley (с. Могилово) //   RockTheNight, 2024-07-09. Посетен на 2025-08-06.
16. ↑  Кючуков, Андрей. Manowar ще е първият хедлайнер на Midalidare Rock през 2025 година //   БТА, 2024-07-13. Посетен на 2025-08-06.
17. ↑  Над 50 000 души успяха да се докоснат до магията на рока през трите дни на Midalidare 2025 //   Radio 1 Rock, 2025-07-14. Посетен на 2025-08-06.
18. ↑  Midalidare Rock In The Wine Valley 2025 достигна до милиони в социалните си мрежи //   Z Rock, 2024-07-17. Посетен на 2025-08-06.
19. ↑  orleff. Днес стартира фестивалът Midalidare Rock In The Wine Valley, вижте програмата по часове //   RockTheNight, 2025-07-11. Посетен на 2025-08-06.